# Правительство Марио Монти
Совет министров под председательством Марио Монти — правительство Итальянской Республики, сформированное 16 ноября 2011 года в основном из технократов. В кабинет входили 12 министров и 6 министров без портфелей. Действовало до 28 апреля 2013 года, когда его сменило правительство под председательством Энрико Летта.

## История

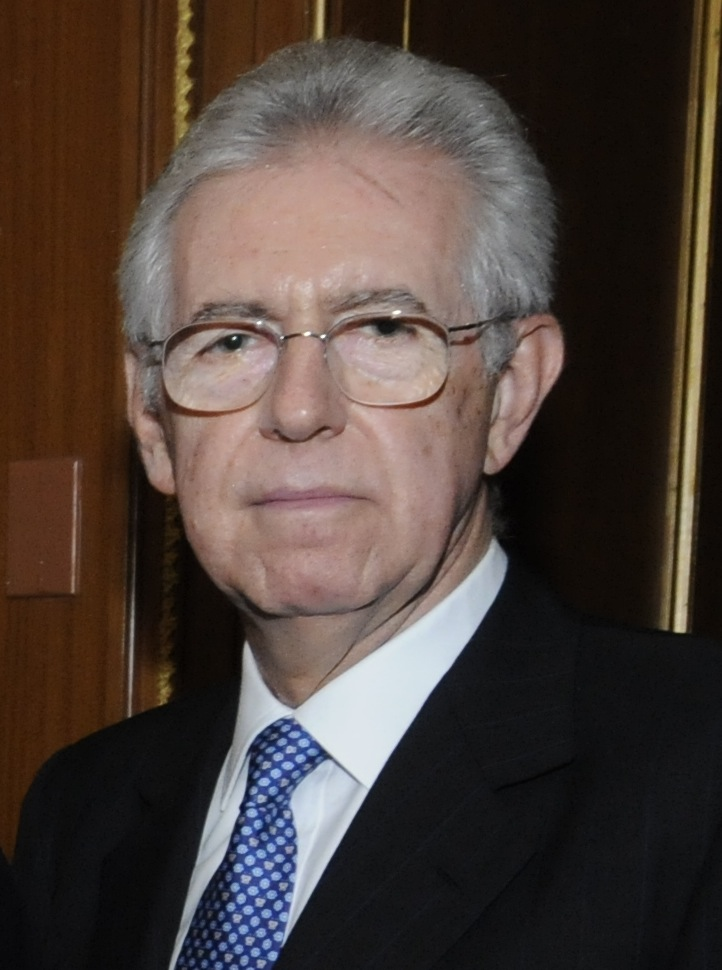
Председатель совета министров Италии Марио Монти

8 ноября 2011 года Палата депутатов Италии проголосовала за утверждение отчёта четвёртого правительства Берлускони об исполнении бюджета, но «за» проголосовали всего 308 человек, что было меньше общего количества депутатов правящей коалиции. 12 ноября 2011 года Берлускони подал в отставку, и 13 ноября президент Наполитано поручил формирование нового правительства Марио Монти. 16 ноября министры приняли присягу, 17 ноября Сенат проголосовал за доверие правительству (281 «за», 25 «против», воздержавшихся не было), 18 ноября то же сделала Палата депутатов (556 «за», 61 «против», воздержавшихся не было). Правительство было «технократическим», министры не представляли никакие партии и не считались политическими назначенцами. 24 ноября 2011 года в Страсбурге Монти безуспешно попытался найти общий язык с Ангелой Меркель и Николя Саркози в вопросе финансовой политики, необходимой для оздоровления Италии. 30 ноября в Палате депутатов достигнуто межпартийное согласие в вопросе обеспечения бездифицитного бюджета. 4 декабря 2011 года принято постановление о «фискальном манёвре» правительства, предусматривающее меры жёсткой бюджетной экономии, которое 22 декабря было одобрено Сенатом. 9 февраля 2012 года Монти встретился в Вашингтоне с президентом США Бараком Обамой, стремясь восстановить международный авторитет Италии. 20 мая 2012 года были оглашены основные положения реформы трудового законодательства. 28-29 июня 2012 года в ходе встречи на высшем уровне стран Европейского союза были одобрены новые меры финансового оздоровления, в результате чего Италия оказалась под внешним давлением. 6 декабря 2012 года Анджелино Альфано от имени Народа свободы объявил о завершении периода деятельности правительства Монти, а фракции этой партии при голосованиях в обеих палатах парламента воздержались от поддержки правительственных законопроектов, положив начало правительственному кризису.
8 декабря 2012 года достигнута договорённость между Монти и президентом Наполитано, что правительство уйдёт в отставку после одобрения парламентом «Пакта стабильности». 21 декабря, после принятия этого закона, Монти официально объявил об отставке.
24-25 февраля 2013 года состоялись парламентские выборы, по результатам которых было сформировано правительство Летта, которое принесло присягу 28 апреля 2013 года.

## Изменения в составе правительства
11 июля 2012 года Марио Монти передал занимаемую им должность министра экономики и финансов Витторио Грилли, который прежде являлся заместителем министра. Одновременно был создан Комитет по координации экономической и финансовой политики (Comitato per il coordinamento della politica economica e finanziaria) с участием профильных министров и возможностью приглашения на отдельные заседания президента Банка Италии.
26 марта 2013 года ушёл в отставку министр иностранных дел Джулио Терци ди Сант’Агата из-за обвинений со стороны Палаты депутатов после возвращения из Италии в Индию двоих итальянских морских пехотинцев, обвинённых индийскими властями в убийстве.

## Состав
| Должность | Министр                    | Партия       |
| --- | -------------------------- | ------------ |
| Председатель Совета министров Министр экономики и финансов (до 11 июля 2012 года) Вр. и. о. министра иностранных дел (с 26 марта 2013 года) | Марио Монти                | Беспартийный |
| Министр иностранных дел (до 26 марта 2013 года)                                                                                             | Джулио Терци ди Сант’Агата | Беспартийный |
| Министр внутренних дел | Анна Мария Канчеллери      | Беспартийная |
| Министр экономики и финансов (с 11 июля 2012 года)                                                                                          | Витторио Грилли            | Беспартийный |
| Министр обороны | Джампаоло Ди Паола         | Беспартийный |
| Министр юстиции | Паола Северино             | Беспартийная |
| Министр образования и науки | Франческо Профумо          | Беспартийный |
| Министр здравоохранения | Ренато Бальдуцци           | Беспартийный |
| Министр труда и общественной политики, с возложением обязанностей по обеспечению равных возможностей                                        | Эльса Форнеро              | Беспартийная |
| Министр охраны окружающей среды | Коррадо Клини              | Беспартийный |
| Министр культуры | Лоренцо Орнаги             | Беспартийный |
| Министр сельского хозяйства | Марио Катания              | Беспартийный |
| Министр экономического развития Министр транспорта                                                                                          | Коррадо Пассера            | Беспартийный |
| Министр без портфеля (по связям с парламентом)                                                                                              | Пьеро Джарда               | Беспартийный |
| Министр без портфеля (территориального единства)                                                                                            | Фабрицио Барка             | Беспартийный |
| Министр без портфеля (туризм и спорт, с 25 ноября 2011 — также дела регионов)                                                               | Пьеро Ньюди                | Беспартийный |
| Министр без портфеля (по европейским делам)                                                                                                 | Энцо Моаверо Миланези      | Беспартийный |
| Министр без портфеля (по международному сотрудничеству)                                                                                     | Андреа Риккарди            | Беспартийный |
| Министр без портфеля (государственного управления)                                                                                          | Филиппо Патрони Гриффи     | Беспартийный |